# Tansu Çillerová
Tansu Penbe Çillerová (* 24. květen 1946, Istanbul) je turecká politička a ekonomka. V letech 1993–1996 byla premiérkou Turecka. Byla první (a je dosud jedinou) ženou v úřadu tureckého předsedy vlády. V letech 1996–1997 zastávala funkci ministryně zahraničí a místopředsedkyně vlády. Byla představitelkou liberálně-konzervativní strany Doğru Yol Partisi (Strana pravé cesty), v jejímž čele stála v letech 1993–2002.
Během její vlády došlo ke zvýšení napětí mezi Tureckem a Řeckem, ona sama proslula výrokem, že „turecká armáda může být v Aténách do 24 hodin“. Podařilo se jí rovněž přimět USA, aby zařadily Stranu kurdských pracujících na seznam teroristických organizací. Provedla též reformu armády a snížila její závislost na armádě americké. Po volbách v roce 2002 odešla z politického života.